# Suzanne Stephens

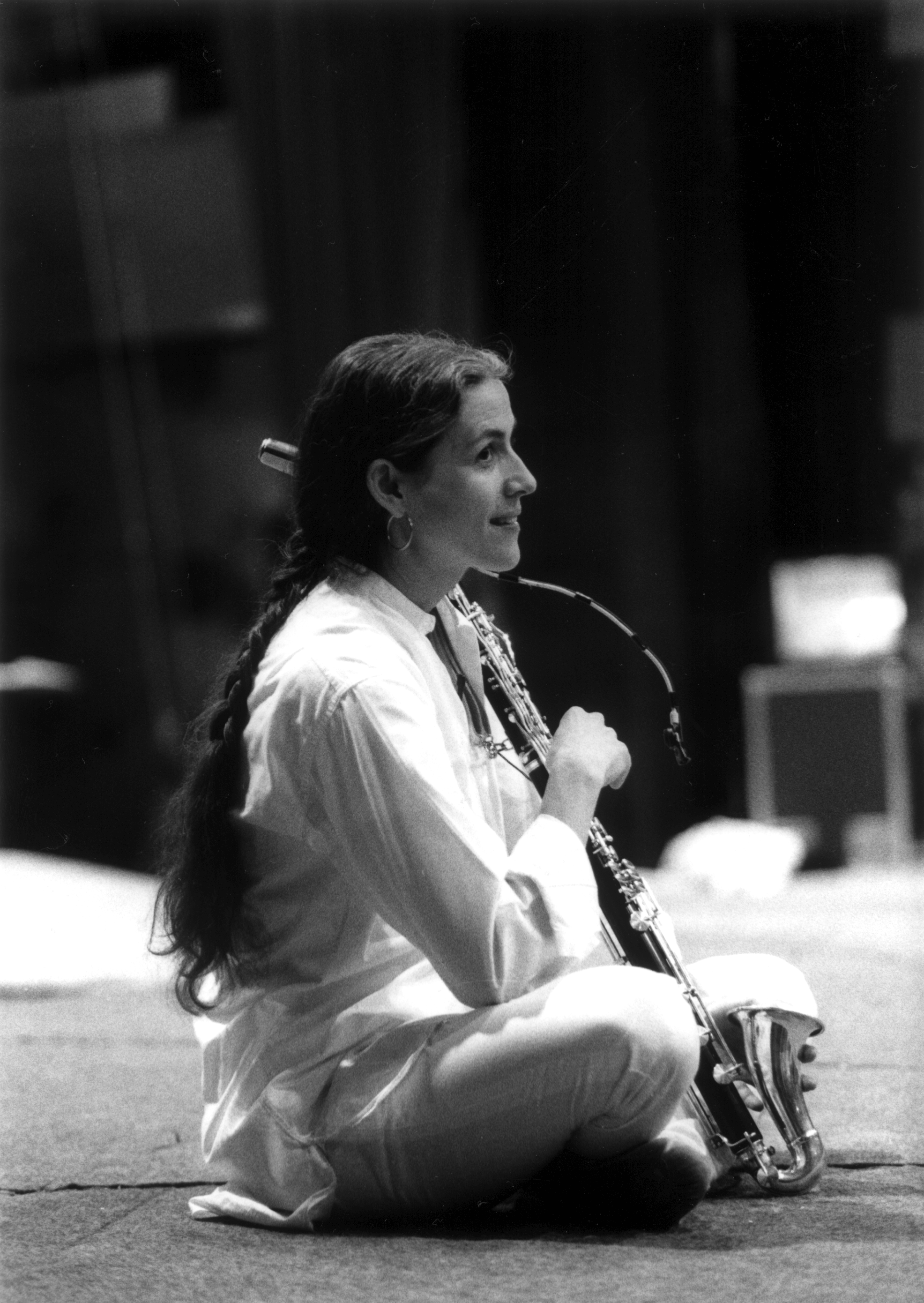
Suzanne Stephens, 1988

Suzanne Stephens (* 28. Juli 1946 in Waterloo/Iowa) ist eine US-amerikanische Klarinettistin.

## Leben
Stephens studierte in Washington bei Sidney Forrest, in Paris bei Ulysse Delécluse, in Chicago bei Jerome Stowell und an der Hochschule für Musik und Theater Hannover bei Hans Deinzer. Sie gewann 1972 den Kranichsteiner Musikpreis in Darmstadt und eine Silbermedaille beim Internationalen Wettbewerb in Genf.
Seit 1974 arbeitete sie mit Karlheinz Stockhausen (1928–2007) zusammen, der für sie mehr als vierzig Werke für Klarinette, Bassklarinette und Bassetthorn komponierte. Im Rahmen der Stockhausen-Edition spielte sie die u. a. Solo-CDs Harlekin/Der kleine Harlekin und In Freundschaft/Traum-Formel/Amour ein. Zu ihren Schülern gehören Tara Bouman, Michele Marelli, Michael Ibrahim, Petra Stump und Heinz-Peter Linshalm.